# Krzysztof Penderecki
Krzysztof Eugeniusz Penderecki (Dębica, Polònia, 23 de novembre de 1933 - Cracòvia, 29 de març de 2020) fou un compositor i director d'orquestra polonès.

## Carrera

### 1933–1958: primers anys
Krzysztof Penderecki va néixer el 23 de novembre de 1933 a Dębica, fill de Zofia i Tadeusz Penderecki, un advocat. El seu avi, Michał Penderecki, era originari del poble de Tenetnyky, prop de Rohatyn (actualment a Ucraïna) i pertanyia a l’Església Greco-catòlica ucraïnesa. Es va casar amb Stefania Szylkiewicz, d'origen armeni i procedent de Stanislau (actual Ivano-Frankivsk, a Ucraïna); posteriorment es van traslladar a Dębica. La resta de la família Penderecki va adoptar la identitat ucraïnesa i alguns encara viuen al poble ancestral. Krzysztof els va conèixer durant les seves visites a Ucraïna als anys noranta. Per part materna, el seu avi, Robert Berger, era un pintor molt dotat i director del banc local en el moment del naixement de Penderecki. El pare de Robert, Johann, un protestant alemany, es va traslladar a Dębica des de Breslau (actual Wrocław) a mitjan segle XIX i, per amor a la seva dona, es va convertir posteriorment al catolicisme.
Krzysztof era el més jove de tres germans; la seva germana, Barbara, es va casar amb un enginyer de mines, i el seu germà gran, Janusz, estudiava dret i medicina en el moment del naixement de Krzysztof. El seu pare, Tadeusz, era violinista i també tocava el piano.
La Segona Guerra Mundial va esclatar l’any 1939; la família Penderecki es va veure obligada a deixar el seu pis, ja que havia de ser ocupat pel Ministeri d’Alimentació. Després de la guerra, Penderecki va començar a assistir a l’escola secundària l’any 1946. Va començar a estudiar violí amb Stanisław Darłak, el cap de la banda militar de Dębica, que va organitzar una orquestra per a la societat musical local després de la guerra. Un cop acabats els estudis secundaris, Penderecki es va traslladar a Cracòvia l’any 1951, on va ingressar a la Universitat Jagellònica.
Va estudiar violí amb Stanisław Tawroszewicz i teoria musical amb Franciszek Skołyszewski. L'any 1954, Penderecki va ingressar a l’Acadèmia de Música de Cracòvia i, després d’acabar els estudis de violí al cap d’un any, es va centrar completament en la composició. El seu principal professor a l'acadèmia va ser Artur Malawski, un compositor conegut per les seves obres corals i orquestrals, així com per la música de cambra i les cançons. Després de la mort de Malawski l'any 1957, Penderecki va continuar els 
estudis amb Stanisław Wiechowicz, un compositor conegut sobretot per la seva música coral. En aquell moment, la caiguda de l'Estalinisme a Polònia l’any 1956 va aixecar la censura cultural estricta i va obrir la porta a una onada de creativitat.

### 1958–1962: primeres composicions
Després de graduar-se a l’Acadèmia de Música de Cracòvia l’any 1958, Penderecki hi va començar a exercir com a professor. Les seves primeres obres mostren la influència d’Anton Webern i Pierre Boulez (Penderecki també va rebre influència d’Ígor Stravinski). El reconeixement internacional li arribà el 1959 durant el festival Tardor de Varsòvia, amb l’estrena de les obres Estrofes, Salms de David i Emanacions. Tanmateix, la peça que el va catapultar definitivament a la fama internacional va ser Plany a les víctimes d'Hiroshima, escrita l’any 1960 per a 52 instruments de corda. En aquesta obra, utilitza tècniques instrumentals esteses (com ara tocar darrere del pont o fregant l’arc sobre el cordal). L’obra presenta moltes textures noves i fa un ús extensiu de clústers sonors (notes adjacents tocades al mateix temps). Inicialment, l’havia titulat 8' 37", però després va decidir dedicar-la a les víctimes d’Hiroshima.
Fluorescències va arribar un any després; augmenta la densitat orquestral amb més instruments de vent i metall, i una secció de percussió enorme amb 32 instruments per a sis intèrprets, incloent-hi un güiro mexicà, màquines d'escriure, gongs i altres instruments inusuals. L’obra va ser composta per al Festival de Donaueschingen de música contemporània de 1962, i la seva interpretació va ser considerada provocadora i controvertida. Fins i tot la partitura semblava revolucionària: la forma de notació gràfica que havia desenvolupat Penderecki rebutjava l’aspecte tradicional de les notes sobre el pentagrama, i representava la música com a sons en transformació. Les seves intencions en aquella etapa eren clarament cageanes: «Tot el que m’interessa és alliberar el so de tota tradició».
Una altra obra destacable d’aquest període és el Cànon per a 52 cordes i 2 cintes magnetofòniques. Aquesta peça segueix un estil similar al d'altres composicions de finals dels anys cinquanta, amb l’ús de masses sonores, contrastades dramàticament amb mitjans tradicionals, encara que sovint l’ús de tècniques o idiomes convencionals apareix disfressat o distorsionat. De fet, el Cànon evoca la tradició coral, i el compositor fins i tot fa cantar els intèrprets, tot i que amb la indicació d’interpretació bocca chiusa (amb la boca tancada) en diversos moments. Amb tot, Penderecki utilitza les 52 ‘veus’ de l’orquestra de corda per fer glissandi massius i harmònics en certs passatges, que són enregistrats per una de les cintes per ser reproduïts més endavant durant l’obra. Es va interpretar al festival Tardor de Varsòvia l’any 1962 i va provocar una revolta, curiosament encapçalada per joves estudiants de música i no pas pel públic habitual de concerts.
Al mateix temps, va començar a compondre música per al teatre i el cinema. La primera representació teatral amb música de Penderecki va ser Złoty kluczyk (La claueta d’or) de Yekaterina Borysowa, dirigida per Władysław Jarema (estrenada el 12 de maig de 1957 a Cracòvia, al Teatre de Titelles "Groteska"). L’any 1959, als Estudis de Cinema d’Animació de Bielsko-Biała, va compondre la música per al seu primer film d’animació, Bulandra i diabeł (El miner Bulandra i el dimoni), dirigit per Jerzy Zitzman i Lechosław Marszałek.
L’any 1959, va escriure la banda sonora per al primer curtmetratge de ficció de Jan Łomnicki, Nie ma końca wielkiej wojny (La Gran Guerra no té fi, WFDiF Varsòvia). En els anys següents, va crear més de vint partitures originals per a muntatges teatrals dramàtics i més de quaranta espectacles de titelles, a més de compondre música original per a almenys onze pel·lícules documentals i de ficció, així com per a vint-i-cinc pel·lícules d’animació per a adults i infants.

### La Passió segons Sant Lluc
La Passió segons Sant Lluc (1963-1966) va donar a Penderecki aviat l'aclamació popular encara que no fos una obra major. Devotament religiosa i escrita en un llenguatge musical avantguardista, fou composta a l'Europa Oriental comunista. El públic occidental la va considerar com un desafiament a les autoritats soviètiques i li van donar el seu suport. Diversos estils musicals poden observar-se en l'obra. Les teixidures experimentals estan balancejades amb la forma barroca de l'obra i l'ús ocasional d'una escriptura harmònica i melòdica més tradicional. Penderecki fa ús del serialisme en aquesta obra, i una de les sèries que usa conté el motiu BACH, que actua com un pont entre els elements més convencionals i més experimentals. La secció de l'Stabat Mater fins al final conclou en un acord major de re major, i aquest gest és repetit al final de l'obra, que acaba amb un triomfant acord de mi major. Aquestes són les úniques harmonies tonals de l'obra, i ambdues resulten com una sorpresa per a l'oient. L'ús de tríades tonals com aquests per part de Penderecki, han estat un aspecte controvertit de l'obra.
Penderecki va continuar component música sacra. A principis dels anys 1970, va escriure un Dies irae, un Magnificat i un Canticum Canticorum Salomonis (Càntic dels Càntics) per a cor i orquestra.

### De Natura Sonorisi altres peces dels anys 1960 i principis dels 1970

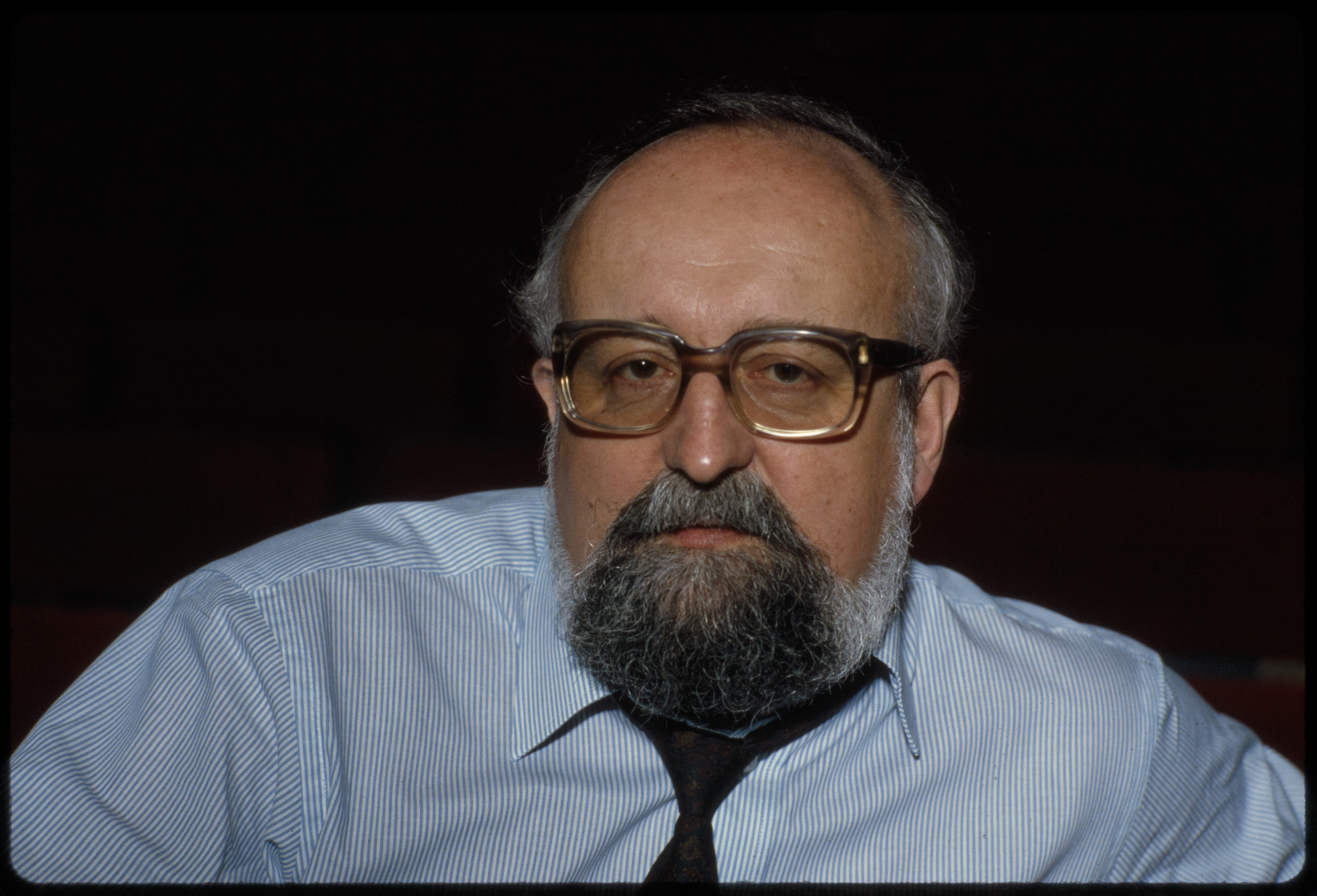
Penderecki entre 1980 i 1990

La preocupació de Penderecki pel so va culminar amb De Natura Sonoris I (1966), una obra que sovint demana a l'orquestra tècniques d'interpretació no convencionals per produir sons i colors originals. Una seqüela, De Natura Sonoris II, va ser composta el 1971: amb una orquestra més reduïda, incorpora més elements del postromanticisme que la seva predecessora. Això anticipava la renúncia de Penderecki a l'avantguarda a mitjan anys 1970, tot i que ambdues peces presenten glissandos dramàtics, clústers densos, ús d'harmònics i instruments inusuals (com la serra musical, que apareix a la segona peça).
L’any 1968, Penderecki va rebre el Premi Estatal de primera classe. Durant el jubileu de la República Popular de Polònia va rebre la Creu de Comandant (1974) i la Creu de Cavaller de l’Orde de Polonia Restituta (1964).
Cap al final de la dècada, Penderecki va rebre l'encàrrec de compondre una obra per al vint-i-cinquè aniversari de la fundació de les Nacions Unides. El resultat fou Kosmogonia, una peça de vint minuts per a tres solistes (soprano, tenor, baix), cor mixt i orquestra. La Filharmònica de Los Angeles estrenà l’obra el 24 d’octubre de 1970 sota la direcció de Zubin Mehta i amb Robert Nagy com a tenor. La composició utilitza textos d’autors antics com Sòfocles i Ovidi, a més de declaracions contemporànies d’astronautes soviètics i nord-americans, per explorar musicalment la idea del cosmos.

### 1970–2020: darrers anys

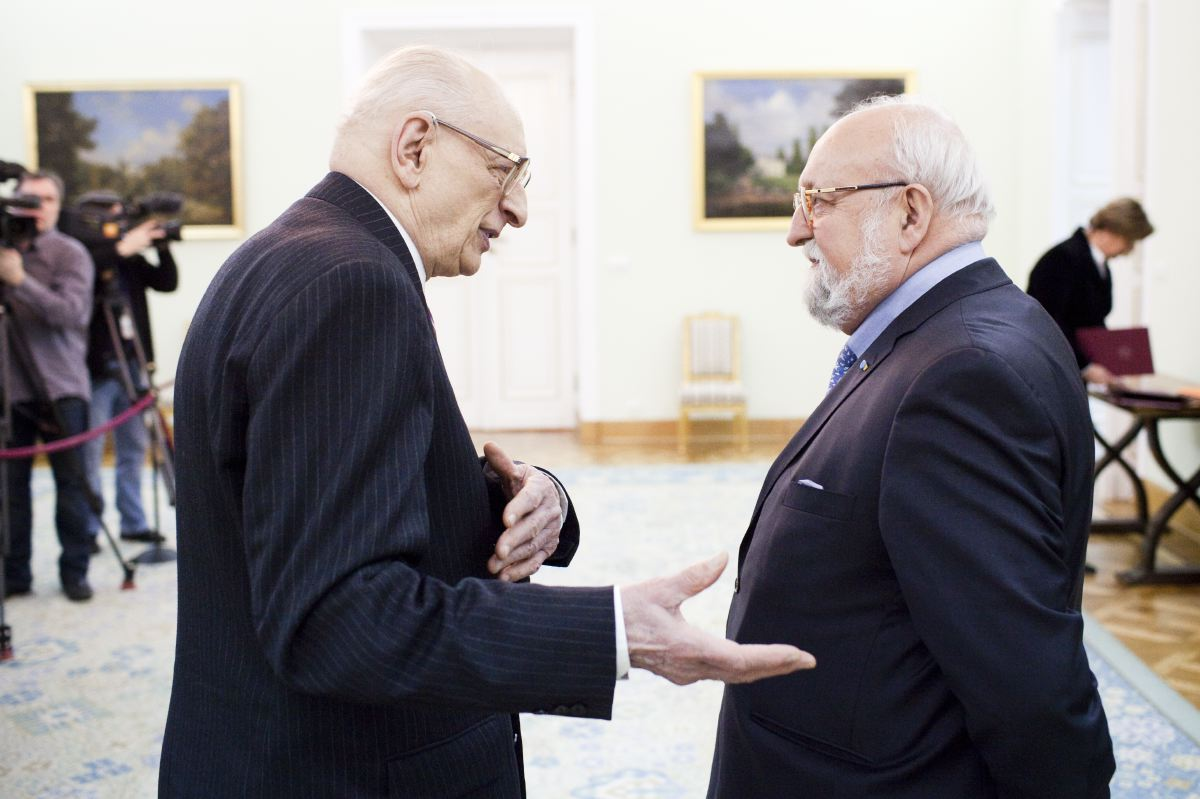
Krzysztof Penderecki i Władysław Bartoszewski el 2011

A mitjans dels anys 1970, mentre era professor a la Yale School of Music, el llenguatge de Penderecki començà a canviar. El seu Concert per a violí núm. 1 deixa en gran part enrere els densos clústers sonors que l’havien caracteritzat i se centra en dos intervals melòdics: el semitò i el tríton. Aquesta línia continuà amb la Simfonia núm. 2 (1980), harmònicament i melòdicament força directa; sovint se l’anomena la Simfonia de Nadal perquè la frase inicial de la nadala Santa nit hi apareix tres vegades.
Penderecki explicà aquest canvi afirmant que havia arribat a sentir que l’experimentació de l’avantguarda s’havia allunyat massa de les qualitats expressives i no formals de la música occidental: «L’avantguarda donava una il·lusió d’universalitat. El món musical de Stockhausen, Nono, Boulez i Cage era per a nosaltres, els joves —reclosos dins l’estètica del realisme socialista, llavors el cànon oficial al nostre país— una alliberació... Tanmateix, aviat vaig adonar-me que aquesta novetat, aquesta experimentació i especulació formal eren més destructives que constructives; vaig veure que era una utopia». Penderecki conclogué que s’havia «salvat del parany avantguardista del formalisme mitjançant un retorn a la tradició».
Penderecki escriví relativament poca música de cambra. No obstant això, les seves composicions per a formacions reduïdes abracen tota la seva trajectòria i reflecteixen l’evolució del seu llenguatge musical.

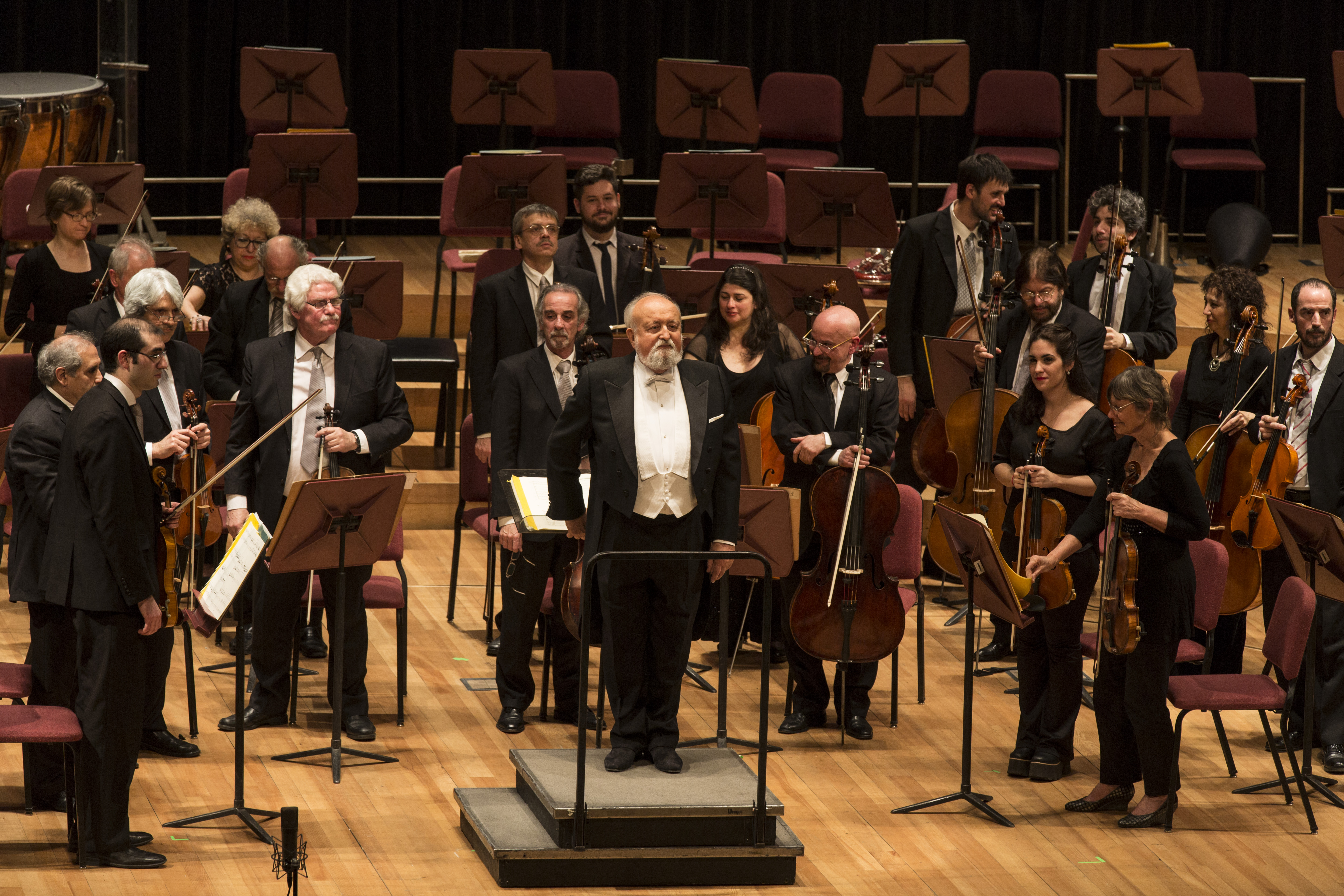
Krzysztof Penderecki dirigint l’Orquestra Simfònica Nacional Argentina, 2015

L’any 1975, la Lyric Opera of Chicago li encarregà una obra per commemorar el Bicentenari dels Estats Units el 1976; aquesta es convertí en l’òpera Paradise Lost. No obstant això, a causa de retards en el projecte, no s’estrenà fins al 1978. La música reflecteix el progressiu allunyament de Penderecki de les tècniques avantguardistes. És una obra tonal, i el compositor explicà: «Aquesta no és la música del jove iracund que jo era».

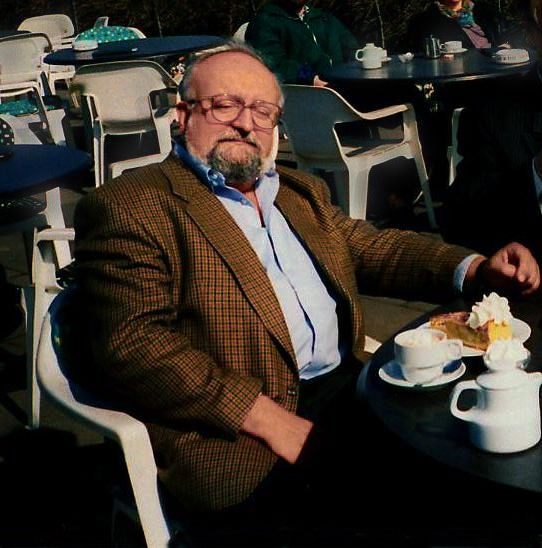
Krzysztof Penderecki el 1993

El 1980 el sindicat obrer catòlic Solidarność li van encarregar compondre una obra que acompanyés l'acte de descobriment d'una estàtua a Gdańsk, en record dels ciutadans que van ser assassinats durant les protestes contra el govern el 1970. Penderecki va respondre amb Lacrimosa, que posteriorment va ampliar i convertir en una de les obres més conegudes del seu últim període, el Rèquiem polonès (1980-84, revisat el 1993).
Posteriorment, s’inclinà cap a formes tonals de concepció més tradicional, com es pot sentir en obres com el Concert per a violoncel núm. 2 i el Credo, que rebé un Premi Grammy a la millor interpretació coral per l’enregistrament de l’estrena mundial, fet per l'Oregon Bach Festival, que n’havia encarregat l’obra.
El 2001 fou guardonat amb el Premi Príncep d'Astúries de les Arts. Convidat per Walter Fink, fou l'onzè compositor protagonista del Rheingau Musik Festival, l’any 2001. El 29 de maig de 2003 dirigí el Credo en ocasió del 70è aniversari de Helmuth Rilling.
Penderecki rebé un doctorat honoris causa de la Universitat Nacional de Seül, Corea, el 2005, i de la Universitat de Münster, Alemanya, el 2006. Entre els seus alumnes destacats hi ha Chester Biscardi i Walter Mays. Per celebrar el seu 75è aniversari, dirigí tres de les seves obres al Rheingau Musik Festival l’any 2008, entre les quals hi havia la Ciaccona del Rèquiem polonès.
L’any 2010 treballà en una òpera basada en Phèdre de Racine per a l’any 2014, que finalment no es realitzà, i expressà el seu desig d’escriure una novena simfonia. El 2014 estava treballant en una obra coral per commemorar el centenari del genocidi armeni. El 2018 dirigí el Credo a Kíiv durant el 29è Kyiv Music Fest, en commemoració del centenari de la independència de Polònia.
Formà part d'una generació de músics polonesos innovadors entre els quals cal citar Baird, Kotoński i Serocki.

## Vida personal

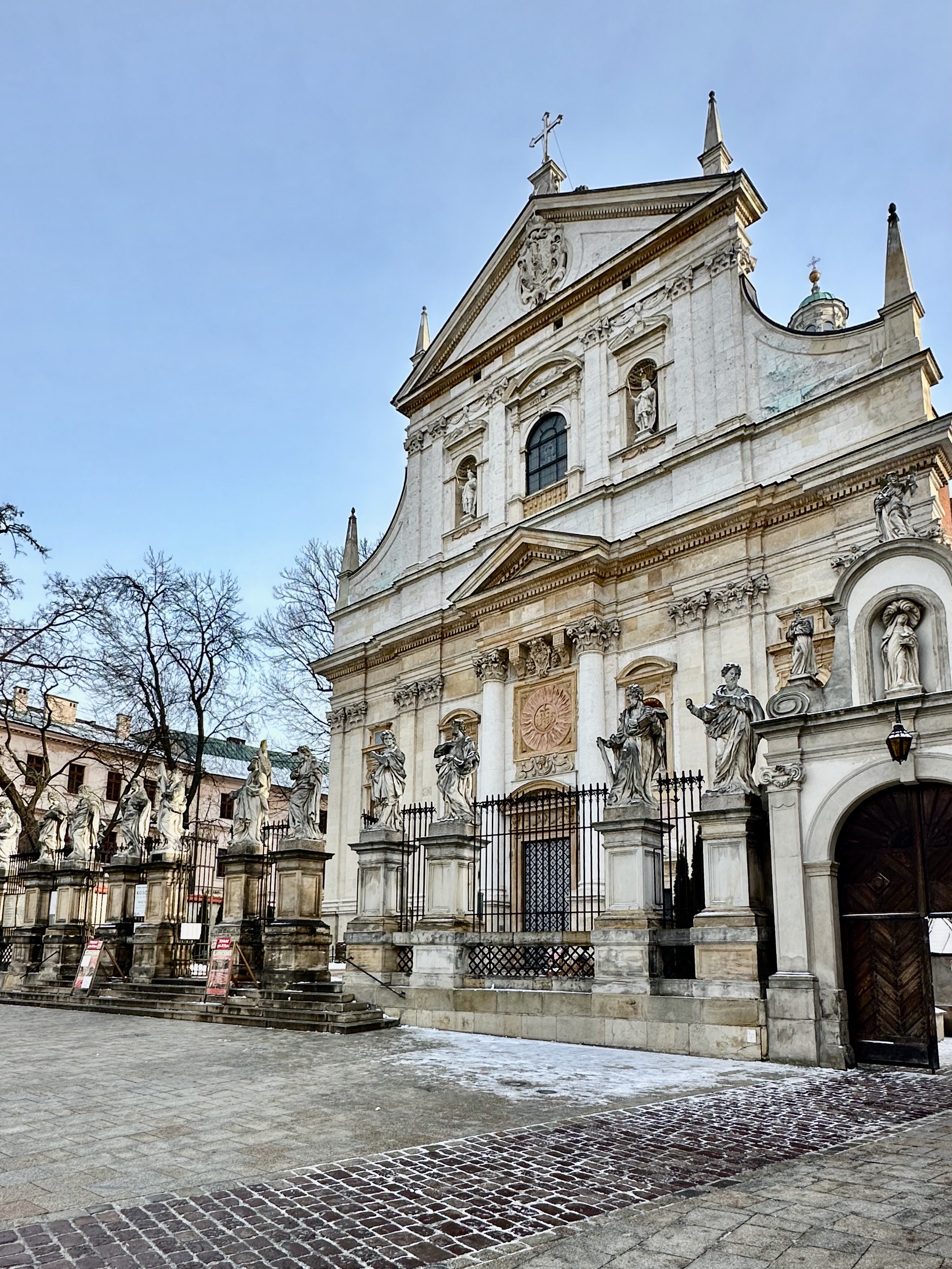
Església de Sant Pere i Sant Pau a Cracòvia, on Penderecki va ser enterrat

Penderecki tingué tres fills. Primerament, una filla, Beata, amb la pianista Barbara Penderecka (de soltera Graca), amb qui es casà el 1954; més tard es divorciaren. Posteriorment, tingué un fill, Łukasz (n. 1966), i una filla, Dominika (n. 1971), amb la seva segona esposa, Elżbieta Penderecka (de soltera Solecka), amb qui es casà el 19 de desembre de 1965. Vivia al barri de Wola Justowska, a Cracòvia. També era un apassionat de la jardineria i creà un arboretum de 16 hectàrees al voltant de la seva casa pairal a Lusławice.
Penderecki va morir el 29 de març de 2020 a Cracòvia, a l'edat de 86 anys després d'una llarga malaltia. Es va celebrar un funeral d'estat per primera vegada des de 1937, quan es va acomiadar el compositor Karol Szymanowski. Curiosament, aquest també va morir un 29 de març, a Lausana, Suïssa, la mateixa data de la defunció de Penderecki. Fou enterrat a l'Església de Sant Pere i Sant Pau a Cracòvia el 29 de març de 2022.

## Obres

### Òperes
- El cavaller més valent, òpera infantil en 3 actes (1965)
- Els dimonis de Loudun (1968–69), basada en el llibre del mateix nom d'Aldous Huxley
- El paradís perdut (1975–78), basada en el poema èpic de John Milton
- La màscara negra (Die schwarze Maske, 1984–86), basada en l'obra teatral de Gerhart Hauptmann
- Ubu Rex (1990–91), basada en l'obra Ubu Roi d'Alfred Jarry
- Phèdre (2020, inacabada)[40]

### Simfonies
- Simfonia núm. 1 (1973)
- Simfonia núm. 2: Simfonia de Nadal (1980)
- Simfonia núm. 3 (1988–95)
- Simfonia núm. 4: Adagio (1989), guanyadora del Premi Grawemeyer a la Composició Musical de 1992
- Simfonia núm. 5: Coreana (1991–92)
- Simfonia núm. 6: Poemes xinesos (2008–17)[41]
- Simfonia núm. 7: Set Portes de Jerusalem (1996), per a solistes, narrador, triple cor i orquestra
- Simfonia núm. 8: Cançons de la transitorietat (2004–05, rev. 2008), per a veus, cor i orquestra

### Música orquestral
- Scherzo simfònic per a orquestra (c. 1953–55, retirada)
- Obertura per a orquestra (1956–57, retirada)
- Epitafi Artur Malawski in Memoriam, per a orquestra de corda i timbales (1958)
- Emanacions (Emanacje, 1959), per a dues orquestres de corda afinades a un semitò de diferència
- Anaklasis (1959), per a cordes i percussió
- Plany a les víctimes d'Hiroshima (Tren Ofiarom Hiroszimy, 1961), per a 52 instruments de corda
- Polymorphia (1961), per a 48 instruments de corda
- Fluorescències (Fluorescencje, 1961–62), per a orquestra
- Canon (1962), per a orquestra de corda
- Three Pieces in Baroque Style (1963), música per a The Saragossa Manuscript
- De Natura Sonoris núm. 1 (1966)
- Pittsburgh Overture (1967), per a banda de vent
- Kosmogonia (1970)
- De Natura Sonoris núm. 2 (1971)
- Prélude (1971), per a vents, percussió i contrabaixos
- Actions (1971), per a orquestra de jazz lliure
- Intermezzo (1973), per a 24 cordes
- The Dream of Jacob ("Als Jakob erwachte...") (1974)
- Adagietto de Paradise Lost (1979)
- Simfonieta núm. 1, per a orquestra de corda (1992, arranjada a partir del Trio de corda)
- Simfonieta núm. 2, per a clarinet i cordes (1994, arranjada a partir del Quartet de clarinet)
- Música de Ubu Rex (1994)
- Entrata (1994), per a metalls i timbales
- Suite burlesca de Ubu Rex (1995), per a gran banda de vent
- Serenata, per a orquestra de corda (1996–97)
- Luzerner Fanfare (1998), per a vuit trompetes i percussió
- Fanfarria Real (2003)
- Danziger Fanfare (2008), per a metalls i percussió
- Prelude for Peace (2009), per a metalls i percussió
- De Natura Sonoris núm. 3 (2012)
- Simfonieta núm. 3, per a orquestra de corda (2012, arranjada a partir del Quartet de corda núm. 3)
- Adagio per a orquestra de corda (2013; de la Simfonia núm. 3)
- Polonesa per a orquestra (2016)
- Polonesa núm. 2 per a orquestra (2018)
- Fanfara per a la Polònia independent, per a 7 instruments de metall, timbales i percussió (2018)

### Concertant
- Piano:
  - Concert per a piano: Resurrecció (2001–02, revisat el 2007)
- Violí:
  - Concert per a violí (1962–63; retirat)
  - Capritx per a violí i orquestra (1967)
  - Concert per a violí núm. 1 (1976–77, revisat el 1987), per a Isaac Stern
  - Concert per a violí núm. 2: Metamorphosen (1992–95), per a Anne-Sophie Mutter
- Viola:
  - Concert per a viola (1983; també versions per a clarinet, violoncel i versió per a orquestra de cambra)
- Violoncel:
  - Sonata per a violoncel i orquestra (1964), per a Siegfried Palm
  - Concert per a violoncel núm. 1 (1972)
  - Concert per a violoncel núm. 2 (1982)
  - Concert per a violoncel (transcripció del concert per a viola, 1983)
  - Concert gros núm. 1, per a tres violoncels i orquestra (2000–01)
  - Largo per a violoncel i orquestra (2003)
- Flauta:
  - Fonogrammi per a flauta i orquestra de cambra (1961)
  - Concert per a flauta i orquestra de cambra (1992)
  - Simfonieta per a flauta i orquestra de corda (2019)
- Oboè:
  - Capritx per a oboè i onze instruments de corda (1964)
- Clarinet:
  - Concert per a clarinet i orquestra de cambra (1995, transcripció del concert per a flauta, 1992)
  - Concert per a clarinet (1997, transcripció del concert per a viola, 1983)
  - Concert gros núm. 2, per a cinc clarinets i orquestra (2004)
- Trompa:
  - Concert per a trompa (2008)
- Altres:
  - Concert per a violino grande i orquestra (1967; retirat)
  - Partita, per a clavicèmbal, guitarra elèctrica, baix elèctric, arpa, contrabaix i orquestra (1971, revisada el 1991)
  - Música per a flauta alta, marimba i cordes (2000; de la Simfonia núm. 3)
  - Concert doble per a violí, viola i orquestra (2012)
  - Concertino per a trompeta (2015)
  - Concert per a saxòfon (2015; a partir del concert per a viola)

### Vocal/coral
- Asking for Happy Isles, per a veu i piano (c. 1954–55)
- The Sky at Night, per a veu i piano (1955)
- Silence, per a veu i piano (1955)
- Salm de David (1958)
- Breath of Night, per a veu i piano (1958)
- Strophen (1959), per a soprano, narrador i deu instruments
- Dimensions of Time and Silence (1959–61)
- African Lyrics, per a veu i piano (1960)
- Stabat Mater (1962)
- Brygada śmierci (Brigada de la mort), radiodrama per a recitador i cinta (1963)[42]
- Cantata (1964)
- Passió segons sant Lluc (1965)
- Dies irae (1967)
- Kosmogonia (1970)
- Utrenja (Oració del matí) (1969–71)
- Ecloga VIII (1972)
- Canticum Canticorum Salomonis (1970–73)
- Magnificat (1973–74)
- Te Deum (1979)
- Agnus Dei (1981)
- Rèquiem polonès (1980–84, revisat i ampliat el 1993, ampliat el 2005 després de la mort del Joan Pau II)
- Cançó del querubins (1986)
- Veni Creator (1987)
- Benedicamus Domino (1992)
- Benedictus (1993)
- Agnus Dei (1995, pel Requiem of Reconciliation)
- De profundis (1996)
- Hymne an den heiligen Daniel (1997)
- Hymne an den heiligen Adalbert (1997)
- Credo (1997–98)
- Benedictus (2002)
- Sanctus, per a cor a cappella (2008)
- Gloriosa virginum, per a cor a cappella (2009)
- Kaddish (2009), per a veus, cor i orquestra
- Ein feste Burg ist unser Gott (2010), per a cor mixt, metall, percussió i orquestra de corda
- Powiało na mnie morze snów... Pieśni zadumy i nostalgii (Un mar de somnis ha bufat sobre mi... Cançons de meditació i nostàlgia, 2010)
- Missa brevis per a cor a cappella (2013)
- Dies illa (2014), per a tres solistes, tres cors mixtos i orquestra
- Budapest '56, Rèquiem per a narrador, solistes, cor i orquestra (2015–16)
- Domine quid multiplicati sunt, per a cor a cappella (2015)
- Lacrimosa No. 2, per a soprano, cor i orquestra de cambra (2018)